# Anthony Adaji
Anthony Ademu Adaji MSP (ur. 13 października 1964 w Ukpaba) – nigeryjski duchowny katolicki, biskup Idah od 2009.

## Życiorys

### Prezbiterat
Święcenia kapłańskie otrzymał 1 lipca 1995 w zgromadzeniu Misjonarzy św. Pawła z Nigerii. Po święceniach objął funkcję ekonoma zakonnego seminarium, zaś w latach 1996-1999 pracował duszpastersko w zakonnych parafiach. W latach 1999–2001 studiował w Wielkiej Brytanii, zaś po powrocie do kraju został generalnym ekonomem zgromadzenia.

### Episkopat
28 czerwca 2007 papież Benedykt XVI mianował go biskupem pomocniczym diecezji Idah, ze stolicą tytularną Turuda. Sakry udzielił mu 22 września 2007 nuncjusz apostolski w Nigerii - arcybiskup Renzo Fratini.
1 czerwca 2009 został ordynariuszem diecezji Idah.